# Fallen Angels (Venom)
Fallen Angels è il tredicesimo album studio dello storico gruppo musicale heavy metal inglese Venom, distribuito a partire dal 28 novembre 2011 per Spinefarm Records/Universal Records.
L'album base è composto da 13 tracce, mentre la Limited Edition contiene due tracce bonus: Annunaki Legacy e Blackened Blues.
Il 31 ottobre è stato reso disponibile in vinile e digitale il singolo Hammerhead/Hail Satanas. mentre invece il 17 ottobre è stato diffuso in streaming l'ascolto della traccia "Punk's Not Dead"
Si tratta del primo album con il nuovo batterista Dante, subentrato nel 2008 ad Antton, dopo la pubblicazione di Hell.

## Tracce
1. Hammerhead – 5:00
2. Nemesis – 3:07
3. Pedal To The Metal – 3:43
4. Lap Of The Gods – 5:09
5. Damnation Of Souls – 4:30
6. Beggarman – 4:29
7. Hail Satanas – 4:33
8. Sin – 5:33
9. Punk's Not Dead – 4:10
10. Death Be Thy Name – 3:10
11. Lest We Forget – 2:15
12. Valley Of The Kings – 4:52
13. Fallen Angels – 7:06
14. Annunaki Legacy (bonus track) – 4:24
15. Blackened Blues (bonus track) – 4:52

## Formazione
- Cronos - voce, basso
- Rage - chitarra
- Dante - batteria